# 213
| 213                |
| ------------------ |
| Dødsfald - Fødsler |
|                    |

| Gregoriansk kalender | 213 CCXIII              |
| Ab urbe condita      | 966                     |
| Armensk kalender     | I/T                     |
| Kinesiske kalender   | 2909 – 2910 壬辰 – 癸巳 |
| Etiopisk kalender    | 205 – 206               |
| Jødisk kalender      | 3973 – 3974             |
| Hindukalendere       |                         |
| - Vikram Samvat      | 268 – 269               |
| - Shaka Samvat       | 135 – 136               |
| - Kali Yuga          | 3314 – 3315             |
| Iransk kalender      | 409 BP – 408 BP         |
| Islamisk kalender    | 422 BH – 421 BH         |

Se også 213 (tal)
og 213 (musik)